# Учебные корабли проекта 887
Учебные корабли проекта 887 типа «Смольный» — серия советских специальных учебных кораблей для прохождения морской практики курсантами Военно-Морских училищ ВМФ ВС СССР.
Относятся к кораблям 2-го ранга.

## Конструкция
Технический проект 887 предусматривал дальность плавания 14 узловым ходом до 9000 миль, полную скорость хода 20 узлов при стандартном водоизмещении в 6120 тонн, а также размещение на корабле учебно-производственной базы с 30 преподавателями и 300 курсантами.

### Корпус и надстройка
Корпус корабля набирался по смешанной системе набора из стальных листов соединявшихся между собой методом сварки, с значительной седловатостью в носовой оконечности, протяжённой во всю ширину корпуса надстройкой, сужавшейся в кормовой её части и прямой транцевой кормой. Корабль имел верхнюю и нижнюю палубы, две платформы в оконечностях — носовую и кормовую, трюм и двойное дно. Второе дно разделялось на отсеки внутренними переборками выполненными из алюминиево-магниевого сплава. Трюм, платформы и нижняя палуба делились на отсеки водонепроницаемыми переборками. Все надстройки, машинные кожухи и фальштруба выполнялись из алюминиево-магниевых сплавов толщиной 3-мм. Личный состав мог перемещаться по кораблю без выхода на верхнюю палубу, что соответствовало требованиям противоатомной защиты (ПАЗ). Все иллюминаторы имели стандартную круглую форму. На учебном корабле кроме помещений команды, кают офицеров и мичманов размещались каюты и кубрики для преподавателей и курсантов, а также хорошо оборудованные классы, астрономическая палуба и отсек борьбы за живучесть корабля. Обогрев помещений проводился за счёт калориферного отопления. Устанавливались активные успокоители качки, которые обеспечивали уменьшение бортовой качки корабля. Рангоут был представлен тремя башнеподобными мачтами, причём грот- и бизань-мачты имели оттянутые в корму стеньги ажурной конструкции. На фок-мачте разместились антенны радиотехнических устройств и связи. На грот-мачте антенны радиотехнических устройств и антенный пост РЛС «Ангара-А» с двумя параболическими рефлекторами. На бизань-мачте антенный пост РЛС УАО «Рысь» и антенны связи. Использование всех видов оружия возможно на всех скоростях при состоянии моря до четырёх баллов без успокоителей качки и более пяти баллов при их включении.
Непотопляемость корабля обеспечивается делением на водонепроницаемые отсеки, которые, по расчётам, давали возможность оставаться на плаву при затоплении трёх смежных или пяти несмежных отсеков.
Якорное устройство состоит из 2 становых якорей Холла, которые по походному крепятся двумя цепными стопорами и располагаются в утопленных в корпус клюзах для снижения брызгообразования на больших ходах. На баке установлен якорный брашпиль с электроприводом для спуска и подъёма обоих становых якорей.
Рулевое устройство включает электрическую рулевую машину, управление рулями — электрическое с ГКП и ручное из румпельного отделения. Машина управляет двумя полубалансирными рулями.
Противопожарные средства включают обычную водяную систему, химическую систему ОХТ марки ЖС-52 и комплект противопожарного снаряжения.
Спасательные средства состоят из 2 моторных катеров, 2 баркасов, 6 ялов и 30 надувных спасательных плотиков (ПСН-10).

### Энергетическая установка
Главная энергетическая установка механическая, двухвальная с двумя дизельными агрегатами 12ZV40/48 «Згода Зульцер» мощностью по 8000 л. с. каждый, расположенных в МО. Агрегаты передавали вращение через бортовые валы на два четырёхлопастных, малошумных винта нерегулируемого шага. Управление ГЭУ осуществляется дистанционно.
Дизель среднеоборотный, четырёхтактный, V-образный, двенадцатицилиндровый. Диаметр цилиндра 400-мм, ход поршня 480-мм, обороты 400—600 об/мин. Полная скорость корабля составляет 20 узлов (Хасан после ремонта в 1989 году дал 24 узла). Полный запас топлива включает 1050 тонн. Пар для бытовых нужд вырабатывается 2 вспомогательными котлами типа «КВС».
Электроэнергетическая система переменного тока имеет напряжение 380 В и включает 4 дизель-генератора мощностью по 900 кВт каждый и 1 дизель-генератор мощностью 115 кВт. В качестве аварийного источника питания используют аккумуляторы.

## Представители проекта
Учебные корабли проекта 887 — «Хасан», «Перекоп» и «Смольный» построены на польских верфях в 1976—1978 годах. «Перекоп» и «Смольный» находятся в строю и базируются в Кронштадте. «Хасан» был списан и разделан на металл.
| Наименование | Заводской № | Заложен    | Спущен на воду | Вступил в строй | Статус                          |
| ------------ | ----------- | ---------- | -------------- | --------------- | ------------------------------- |
| «Смольный»   | 887/1       | 23.04.1974 | 08.01.1976     | 30.06.1976      | В составе БФ, в строю           |
| «Перекоп»    | 887/2       | 24.04.1976 | 11.12.1976     | 30.09.1977      | В составе БФ, в строю           |
| «Хасан»      | 887/3       | 30.05.1977 | 31.01.1978     | 28.12.1978      | Списан 31.05.1998. Утилизирован |